# Milicja Obywatelska

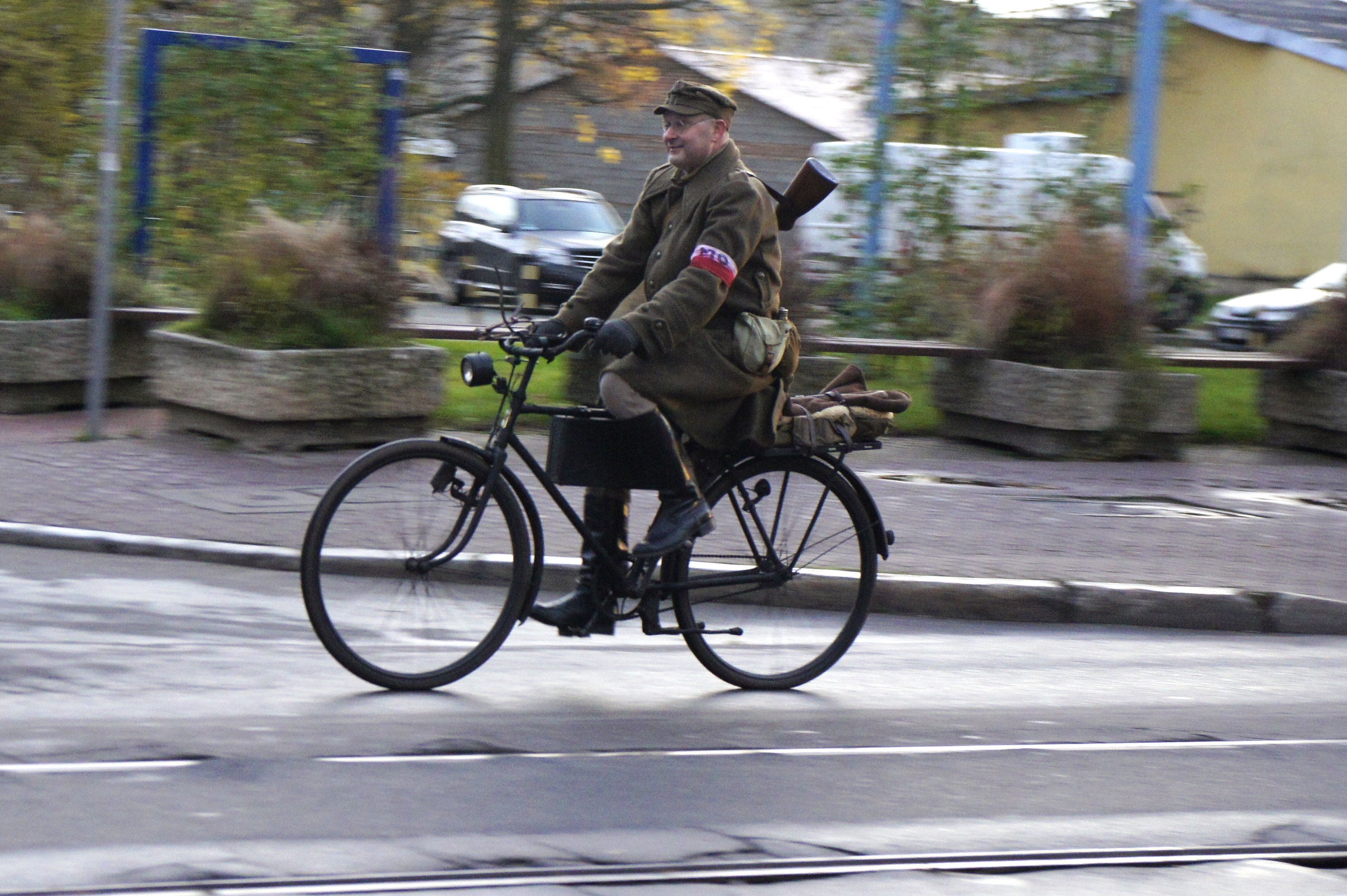
Rekonstruktor historyczny w mundurze wojskowym z opaską biało-czerwoną i napisem MO na ramieniu stylizowany na wczesne lata powojenne

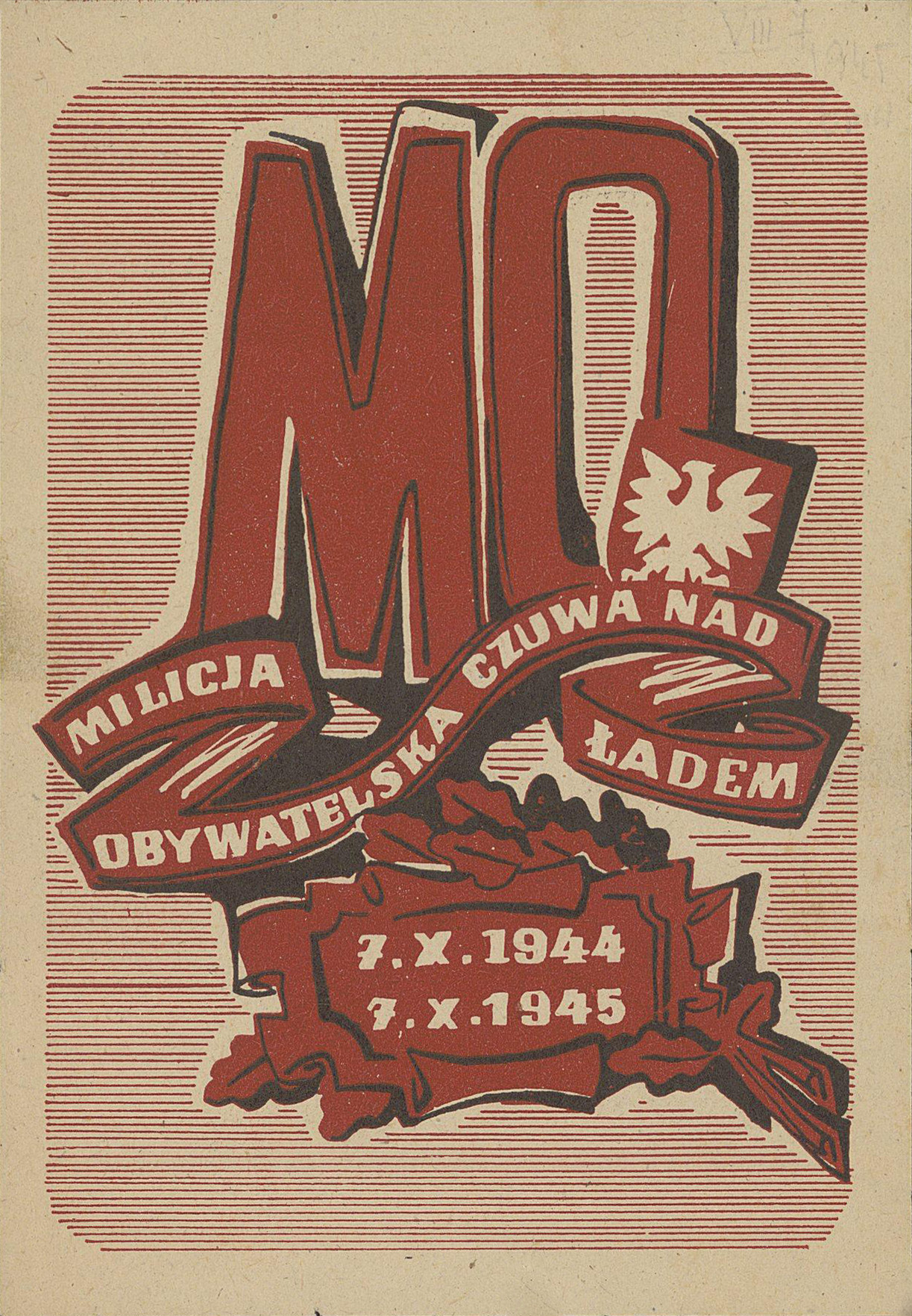
Ulotka wydawana w pierwszą rocznicę powołania Milicji Obywatelskiej

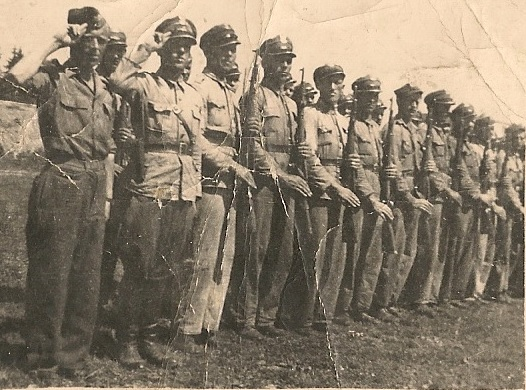
Oddział Milicji Obywatelskiej, ustawiony do przeglądu. Pogórze Dynowskie, 1946 rok

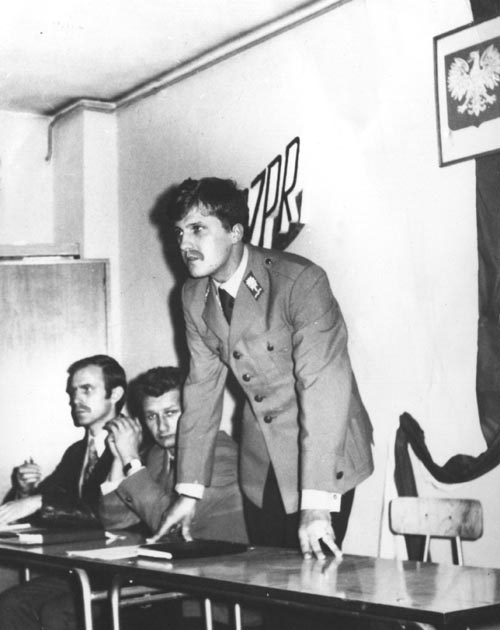
Zebranie partyjne w komendzie miejskiej MO w latach 70. XX w.

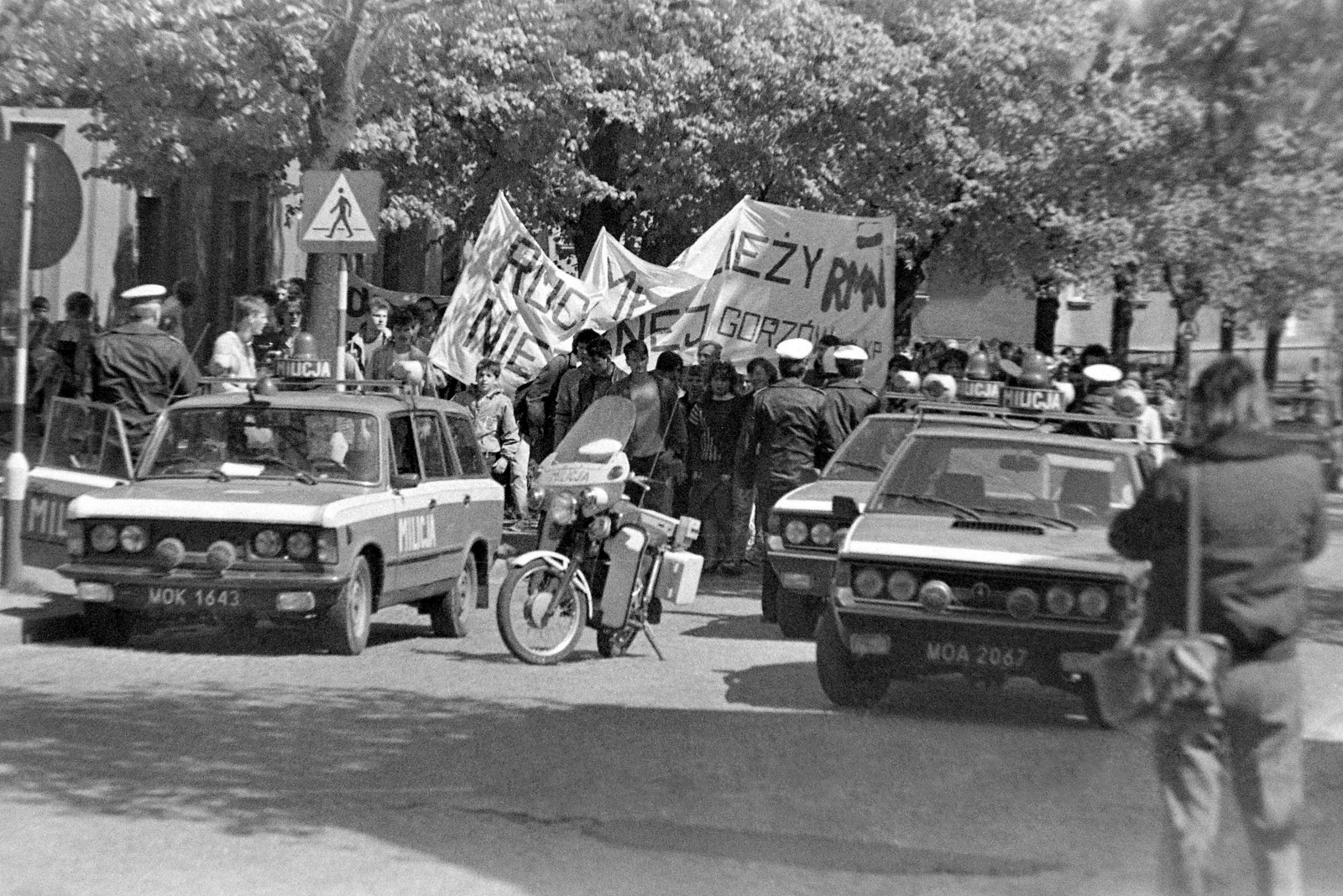
Milicyjna blokada ul. Matejki w Gorzowie w celu uniemożliwienia przemarszu członków RMN do kościoła przy ul. Żeromskiego

Milicja Obywatelska (MO) – formacja policyjna, powołana w Rzeczypospolitej Polskiej (Polska Ludowa) do walki z przestępczością i zapewnienia bezpieczeństwa publicznego. Aktywnie wykorzystywana również do utrzymania systemu państwowego. Milicja Obywatelska funkcjonowała w Polsce Ludowej oraz krótko (w trakcie transformacji ustrojowej) w III Rzeczypospolitej, po czym została zastąpiona przez Policję. Jej liczebność wynosiła ok. 80 000 funkcjonariuszy.
Komenda Główna Milicji Obywatelskiej miała siedzibę przy ul. Puławskiej 148/150 w Warszawie.

## Historia
Milicja Obywatelska została utworzona na podstawie manifestu Polskiego Komitetu Wyzwolenia Narodowego oraz dekretu o powołaniu MO z 7 października 1944 roku i podporządkowana organizacyjnie Resortowi Bezpieczeństwa Publicznego. Składała się głównie z partyzantów Armii Ludowej, żołnierzy oddelegowanych z ludowego Wojska Polskiego, członków Polskiej Partii Robotniczej, a także Polskiej Partii Socjalistycznej i Stronnictwa Ludowego. Funkcjonariuszami MO zostawali także byli członkowie podziemia (np. Armii Krajowej) starający się w ten sposób zapewnić sobie wpływ na życie codzienne. Zdarzało się nawet, że w całości posterunki były akowskie, przynajmniej w początkach tworzenia władzy ludowej. Uzupełnienie kadr Milicji Obywatelskiej stanowiło około tysiąca byłych policjantów zatrudnionych w 1945, głównie na stanowiskach wymagających specjalnych kwalifikacji. Funkcjonariusze Milicji Obywatelskiej składali takie samo uroczyste ślubowanie jak funkcjonariusze Służby Bezpieczeństwa. Jego główny fragment brzmiał następująco:

Ślubuję uroczyście...- służyć wiernie Ojczyźnie, Partii i Władzy Ludowej oraz strzec ustalonego przez prawo ładu, porządku i bezpieczeństwa publicznego.

Pierwszym komendantem głównym MO został Franciszek Jóźwiak. Milicję następnie podporządkowano Ministerstwu Bezpieczeństwa Publicznego, od 1954 zaś Ministerstwu Spraw Wewnętrznych. Od marca 1946 do końca lat 40. XX wieku terenowe jednostki MO wraz z oddziałami Ludowego Wojska Polskiego, Korpusu Bezpieczeństwa Wewnętrznego, Wojsk Ochrony Pogranicza, Ministerstwa Bezpieczeństwa Publicznego i Ochotniczej Rezerwy Milicji Obywatelskiej podporządkowane były wojewódzkim komisjom bezpieczeństwa, podległym Państwowej Komisji Bezpieczeństwa. W latach 1944–1948 Milicji Obywatelskiej używano do walki z żołnierzami wyklętymi, a także z Ukraińską Powstańczą Armią i niemieckim Werwolfem.

### Dekrety i pierwsza struktura organizacyjna KG MO
Gdy 27 lipca 1944 roku jednym z dwóch dekretów PKWN ustanowiono Milicję Obywatelską (dekret PKWN został zatwierdzony 15 sierpnia 1944 roku przez Krajową Radę Narodową), w Rzeczypospolitej – „organie prasowym Polskiego Komitetu Wyzwolenia Narodowego” – z 16 sierpnia 1944 roku zapewniano:

My tworzymy Milicję Obywatelską. Nazwa nie jest przypadkowa. Milicja musi być naprawdę obywatelską milicją i wszystkie jej poczynania w kierunku zapewnienia bezpieczeństwa publicznego, znajdą poparcie ze strony społeczeństwa.

Władze komunistyczne doszły do wniosku, że dekret, w którym Milicja Obywatelska podlegała Radzie Narodowej, nie mógł być uznany, nawet jeżeli go wydano na wniosek Komitetu Centralnego Polskiej Partii Robotniczej i zatwierdzono przez KRN. Dekretu nie uznano, nie ogłoszono dekretu w Dzienniku Ustaw RP. Przystąpiono do pracy nad nowym dokumentem wolnym od poprzednich błędów, który powstał i został zatwierdzony 7 października 1944 roku oraz opublikowano w Dzienniku Ustaw RP; Dz.U. RP nr 7, poz. 33.
Milicję Obywatelską włączono w skład powstałego 21 lipca 1944 roku Resortu Bezpieczeństwa Publicznego, który z dniem 31 grudnia 1944 roku został przekształcony w Ministerstwo Bezpieczeństwa Publicznego. Ogniwem kierującym była Komenda Główna MO, na czele której stanął Franciszek Jóźwiak ps. „Witold”. KG MO, która mu wówczas podlegała, przedstawiała się następująco:
Kierownictwo
1. komendant główny: gen. bryg. Franciszek Jóźwiak
2. zastępca ds. operacyjnych: płk Jan Szaniawski
3. zastępca ds. polityczno-wychowawczych: Leonard Borkowicz
4. zastępca ds. administracyjno-gospodarczych: płk Edward Rajkowski

Piony wspomagające
- Inspektorat Komendanta Głównego kierowany przez Józefa Kratkę
- Zarząd Polityczno-Wychowawczy kierowany przez ppłk. Walentego Titkowa
- Biuro Rejestracji Cudzoziemców kierowane przez mjr Tadeusza Strzelczyka
- Batalion Operacyjny
- Batalion Specjalny

Piony tematyczno-operacyjne KG MO
- Oddział I – [personalny] (Stanisław Glinka)
- Oddział II – [kryminalno-śledczy] (Aleksander Michalski)
- Oddział III – [paszportowy] (Gustaw Alef-Bolkowiak)
- Oddział IV – [służby zewnętrznej] (Zygmunt Duszyński)
- Oddział V – [gospodarczo-finansowy] (Edward Jędrzejowski)

Na mocy dekretu z dnia 7 grudnia 1954 r. o naczelnych organach administracji państwowej w zakresie spraw wewnętrznych i bezpieczeństwa publicznego zlikwidowano MBP, a w jego miejsce utworzono dwa nowe naczelne organy administracji rządowej: Ministerstwo Spraw Wewnętrznych oraz Komitet do spraw Bezpieczeństwa Publicznego przy Radzie Ministrów. Odtąd zwierzchnictwo nad działalnością MO przejął minister spraw wewnętrznych, natomiast Urzędy Bezpieczeństwa zostały podporządkowane Komitetowi.

### MO w terenie
Pod względem terytorialnym organizacja MO dostosowana była do podziału administracyjnego kraju. Na poziomie centralnym funkcjonowała Komenda Główna, a w terenie komendy wojewódzkie, powiatowe, miejskie i dzielnicowe. Na najniższym szczeblu działały posterunki, których zakres terytorialny pokrywał się z terenem administrowanym przez dwie lub więcej rad gromadzkich.

### MO i SB
Przełomowe wydarzenia roku 1956, które przyniosły m.in. likwidację powszechnie znienawidzonego UBP, wpłynęły niekorzystnie na pozycję Milicji Obywatelskiej. Pod koniec 1956, po zaledwie dwuletniej separacji milicji od aparatu bezpieczeństwa, została ona ponownie związana z nim instytucjonalnie, lecz tym razem to MO uzyskała pozycję „dominującą”. Przesądziła o tym ustawa z dnia 13 listopada 1956, której mocą zlikwidowano Komitet do Spraw Bezpieczeństwa Publicznego. We wszystkich komendach MO utworzono stanowiska zastępców komendantów MO ds. Służby Bezpieczeństwa. Służbę Bezpieczeństwa połączono z Milicją Obywatelską tymi samymi mundurami oraz stopniami służbowymi, sprytnie ukrywając w ten sposób funkcjonariuszy SB, którzy stali się „formacją w formacji”, działającą pod płaszczem milicji.
W czasie tłumienia wystąpień robotniczych przeciwko władzy komunistycznej w Poznaniu w czerwcu 1956 okazało się, że oddziały MO nie są przygotowane do pacyfikowania tak masowych ulicznych demonstracji. W czasach stalinowskich partyjni decydenci byli przekonani, że służby specjalne są w stanie sterroryzować społeczeństwo na tyle, by nie doszło do masowych demonstracji. Gdy w Poznaniu robotnicy wyszli na ulice, chwycili za improwizowaną broń, co zaskoczyło władze komunistyczne, postanowiono utworzyć wyspecjalizowane ugrupowania MO, przeznaczone do tłumienia takich zajść, nazwane Zmotoryzowanymi Odwodami Milicji Obywatelskiej. ZOMO okryły się ponurą sławą w czasie wystąpień robotniczych na Wybrzeżu w 1970 roku oraz stanu wojennego lat 1981-1983, kiedy brutalnie, z użyciem broni palnej, pacyfikowały manifestacje ludności, m.in. w kopalni „Wujek”.
Ukształtowana w 1956 struktura organizacyjna MO przetrwała bez zasadniczych zmian aż do 1990. Jedynie w związku z wejściem w życie ustawy o dwustopniowej strukturze terenowych organów władzy i administracji (1 czerwca 1975) zlikwidowano komendy powiatowe MO, które zostały zastąpione przez komendy rejonowe. Natomiast 19 lipca 1983, w związku z wejściem w życie ustawy o urzędzie Ministra Spraw Wewnętrznych i zakresie działania podległych mu organów, dotychczasowe wojewódzkie i rejonowe komendy MO przekształcono w wojewódzkie i rejonowe Urzędy Spraw Wewnętrznych. Oprócz zadań związanych z bezpieczeństwem i zwalczaniem przestępczości, milicja używana była w walce z opozycją pozaparlamentarną i manifestacjami, skutkiem czego, zwłaszcza w latach osiemdziesiątych XX wieku, była negatywnie postrzegana przez społeczeństwo, a jej funkcjonariusze niekiedy poddani społecznemu ostracyzmowi. Pewne próby uzyskania autonomii w ramach związków zawodowych w 1981 zostały przekreślone przez sytuację stanu wojennego.
Ze względu na zadania, które przewidziano dla MO, takie jak ewentualne działanie przeciwpartyzanckie, formacja ta aż do chwili swojego rozwiązania była silnie uzbrojona, m.in. w transportery opancerzone BTR-60 z karabinami maszynowymi oraz w bardzo dużą liczbę karabinków automatycznych AK i AKM, mało praktycznych do stosowania na terenach zurbanizowanych, ze względu na znaczną energię naboju 7,62 × 39 mm (którego pociski zdolne były do przebijania cienkich przeszkód, grożąc postrzeleniem osób postronnych). 
Milicja Obywatelska istniała do 10 maja 1990, kiedy to została rozwiązana, a w jej miejsce powołano do życia ponownie Policję.

## Komendanci główni Milicji Obywatelskiej
1. gen. dyw. Franciszek Jóźwiak (październik 1944 – marzec 1949)
2. gen. bryg. Józef Konarzewski (marzec 1949 – grudzień 1953)
3. płk Stanisław Wolański (grudzień 1953 – czerwiec 1956)
4. gen. bryg. Ryszard Dobieszak (czerwiec 1956 – lipiec 1965)
5. gen. bryg. Tadeusz Pietrzak (lipiec 1965 – sierpień 1971)
6. gen. bryg. Kazimierz Chojnacki (wrzesień 1971 – maj 1973)
7. gen. bryg. Marian Janicki (maj 1973 – luty 1978)
8. gen. dyw. Stanisław Zaczkowski (luty 1978 – październik 1981)
9. gen. dyw. Józef Beim (październik 1981 – kwiecień 1987)
10. gen. dyw. Zenon Trzciński (maj 1987 – maj 1990)

## Umundurowanie i wyposażenie Milicji Obywatelskiej

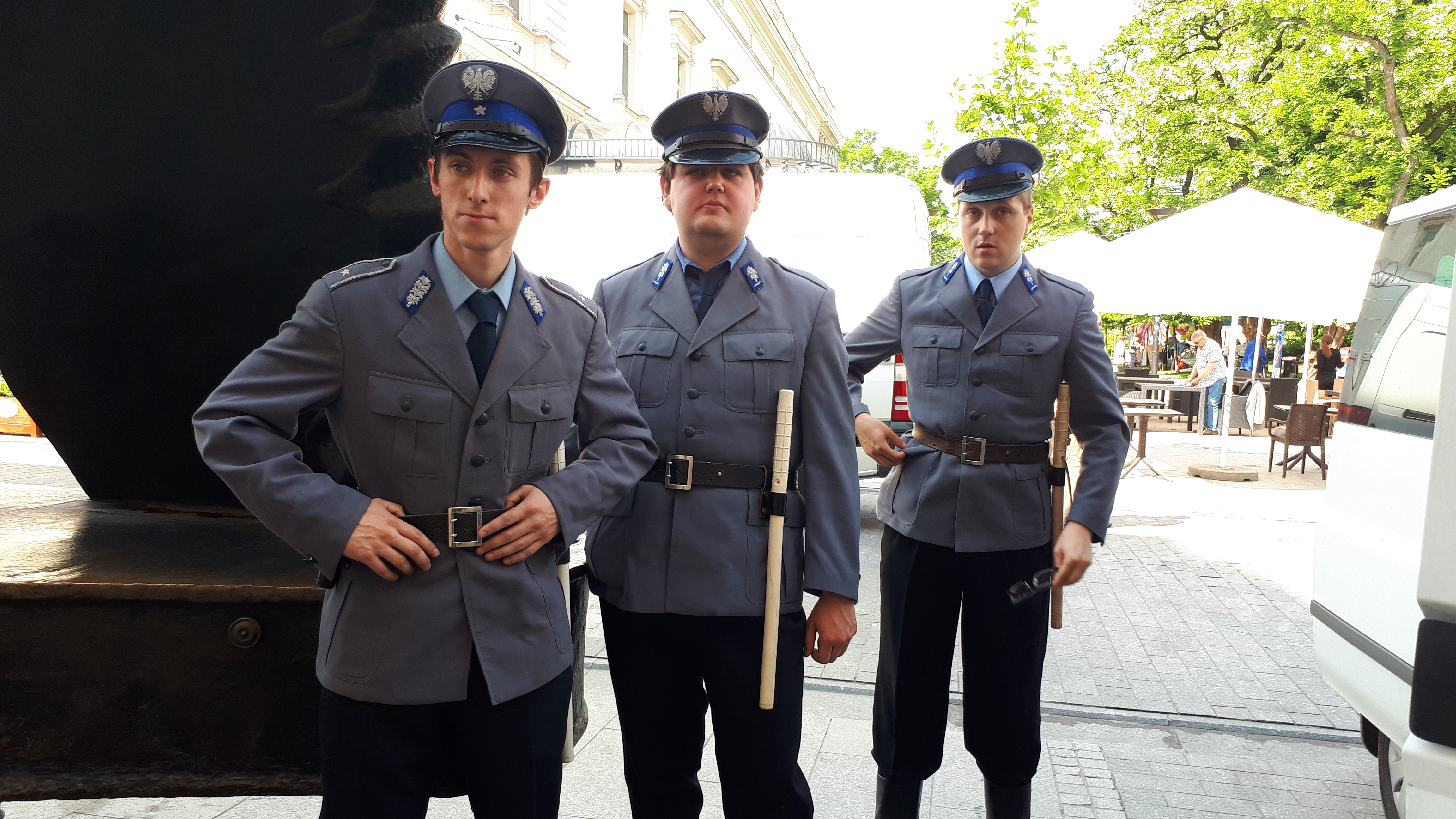
Rekonstruktorzy Milicji Obywatelskiej z pałkami szturmowymi typu „Lola” (63 cm)

Początkowo, czyli w latach 1944–1946, oznaką służbową funkcjonariuszy MO była tylko biało-czerwona opaska z odpowiednim napisem, noszona na rękawie polskiego czy poniemieckiego munduru lub ubioru cywilnego. W 1946 wprowadzono dla milicjantów mundur kroju wojskowego z chabrową barwą służby na otoku i patkach, niemniej jeszcze przez wiele miesięcy ubiór był improwizowaną kompilacją najróżniejszych elementów „wojskowopodobnych”. MO używała mundurów w kolorze błękitnoszarym.

## Stopnie służbowe w MO
Przez pierwsze 10 lat funkcjonariuszom nadawano stopnie wojskowe. Zmiana nastąpiła wraz z wejściem w życie przepisów z 1954 roku, które ustanawiały stopnie Milicji Obywatelskiej, oparte jednak na nazewnictwie wojskowym.

Palemka – naszywka na kołnierzu mundurów chorążych i oficerów MO (do 1990 r.)

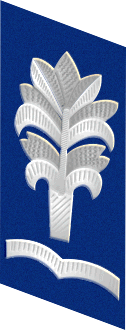
Palemka z mewką – naszywka na kołnierzu mundurów szeregowych i podoficerów MO (do 1990 r.)

Stopnie służbowe Milicji Obywatelskiej wprowadzone w 1955 roku:
| Szeregowcy:            | Podoficerowie:      | Oficerowie młodsi: | Oficerowie starsi: | Generałowie: |
| ---------------------- | ------------------- | ------------------ | ------------------ | ------------ |
| Szeregowiec MO         | Kapral MO           | Chorąży MO         | Major MO           | Generał MO   |
| Starszy szeregowiec MO | Plutonowy MO        | Podporucznik MO    | Podpułkownik MO    |              |
|                        | Sierżant MO         | Porucznik MO       | Pułkownik MO       |              |
|                        | Starszy sierżant MO | Kapitan MO         |                    |              |

Stopnie służbowe Milicji Obywatelskiej wprowadzone w 1962 roku (ze zmianami wprowadzonymi w 1969 roku):
| Szeregowcy:         | Podoficerowie:   | Oficerowie młodsi: | Oficerowie starsi: | Generałowie:    |
| ------------------- | ---------------- | ------------------ | ------------------ | --------------- |
| Szeregowiec         | Kapral           | Podporucznik       | Major              | Generał brygady |
| Starszy szeregowiec | Plutonowy        | Porucznik          | Podpułkownik       | Generał dywizji |
|                     | Sierżant         | Kapitan            | Pułkownik          |                 |
|                     | Starszy sierżant |                    |                    |                 |

Stopnie Służbowe Milicji Obywatelskiej wprowadzone w 1975 roku:
| Szeregowi:        | Podoficerowie młodsi: | Podoficerowie starsi:     | Chorążowie:     | Oficerowie młodsi: | Oficerowie starsi: | Generałowie:    |
| ----------------- | --------------------- | ------------------------- | --------------- | ------------------ | ------------------ | --------------- |
| Szeregowy         | Kapral                | Sierżant                  | Młodszy chorąży | Podporucznik       | Major              | Generał brygady |
| Starszy szeregowy | Starszy kapral        | Starszy sierżant          | Chorąży         | Porucznik          | Podpułkownik       | Generał dywizji |
|                   | Plutonowy             | Sierżant sztabowy         | Starszy chorąży | Kapitan            | Pułkownik          | Generał broni   |
|                   |                       | Starszy sierżant sztabowy |                 |                    |                    |                 |

Stopnie służbowe Milicji Obywatelskiej i Służby Bezpieczeństwa wprowadzone w 1986 roku:
| Szeregowi Milicji Obywatelskiej: | Podoficerowie Milicji Obywatelskiej: | Chorążowie Milicji Obywatelskiej:  | Oficerowie Milicji Obywatelskiej: | Generałowie Milicji Obywatelskiej: |
| -------------------------------- | ------------------------------------ | ---------------------------------- | --------------------------------- | ---------------------------------- |
| Szeregowy                        | Młodsi podoficerowie: Kapral         | Młodsi chorążowie: Młodszy chorąży | Młodsi oficerowie: Podporucznik   | Generał brygady                    |
| Starszy szeregowy                | Starszy kapral                       | Chorąży                            | Porucznik                         | Generał dywizji                    |
|                                  | Starsi podoficerowie: Plutonowy      | Starsi chorążowie: Starszy chorąży | Kapitan                           | Generał armii                      |
|                                  | Sierżant                             | Chorąży sztabowy                   | Starsi oficerowie: Major          |                                    |
|                                  | Starszy sierżant                     | Starszy chorąży sztabowy           | Podpułkownik                      |                                    |
|                                  | Sierżant sztabowy                    |                                    | Pułkownik                         |                                    |
|                                  | Starszy sierżant sztabowy            |                                    |                                   |                                    |

## W kulturze
W okresie PRL wydawano powieści i opowiadania milicyjne, na których podstawie powstał serial telewizyjny 07 zgłoś się (seria zeszytów Ewa wzywa 07). Wydawano także serię komiksów Kapitan Żbik. Pracę Milicji Obywatelskiej przedstawiono m.in. w serialach i filmach fabularnych:
- Przygody psa Cywila,
- Kapitan Sowa na tropie,
- Wilcze echa,
- Złote koło,
- Cień,
- Bicz boży,
- Dotknięcie nocy,
- Gdzie jest trzeci król,
- Tylko umarły odpowie,
- Wiosna panie sierżancie,
- Przepraszam, czy tu biją?

## Zobacz też

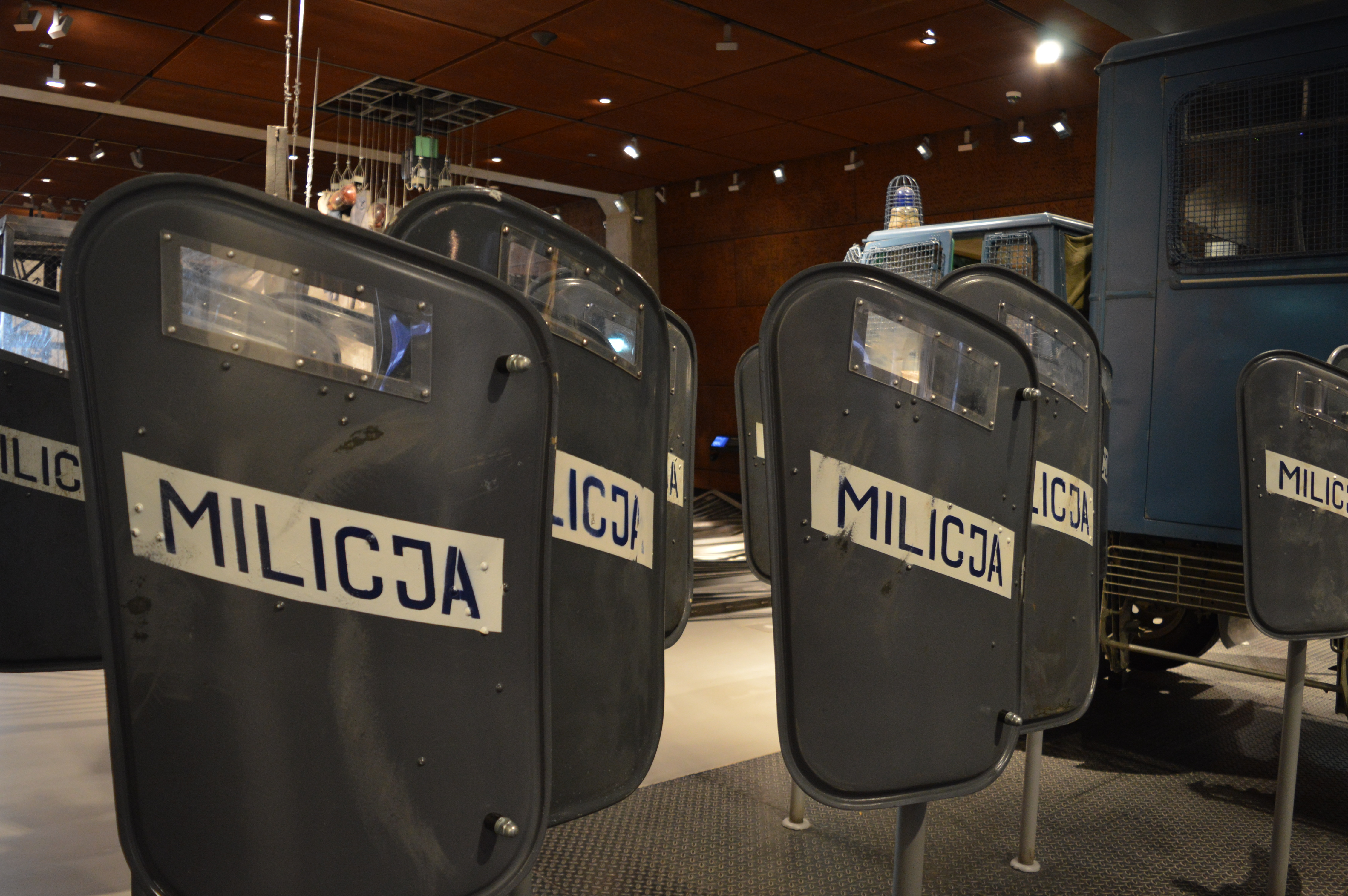
Tarcze milicyjne z lat 80. XX w., ekspozycja w Europejskim Centrum Solidarności

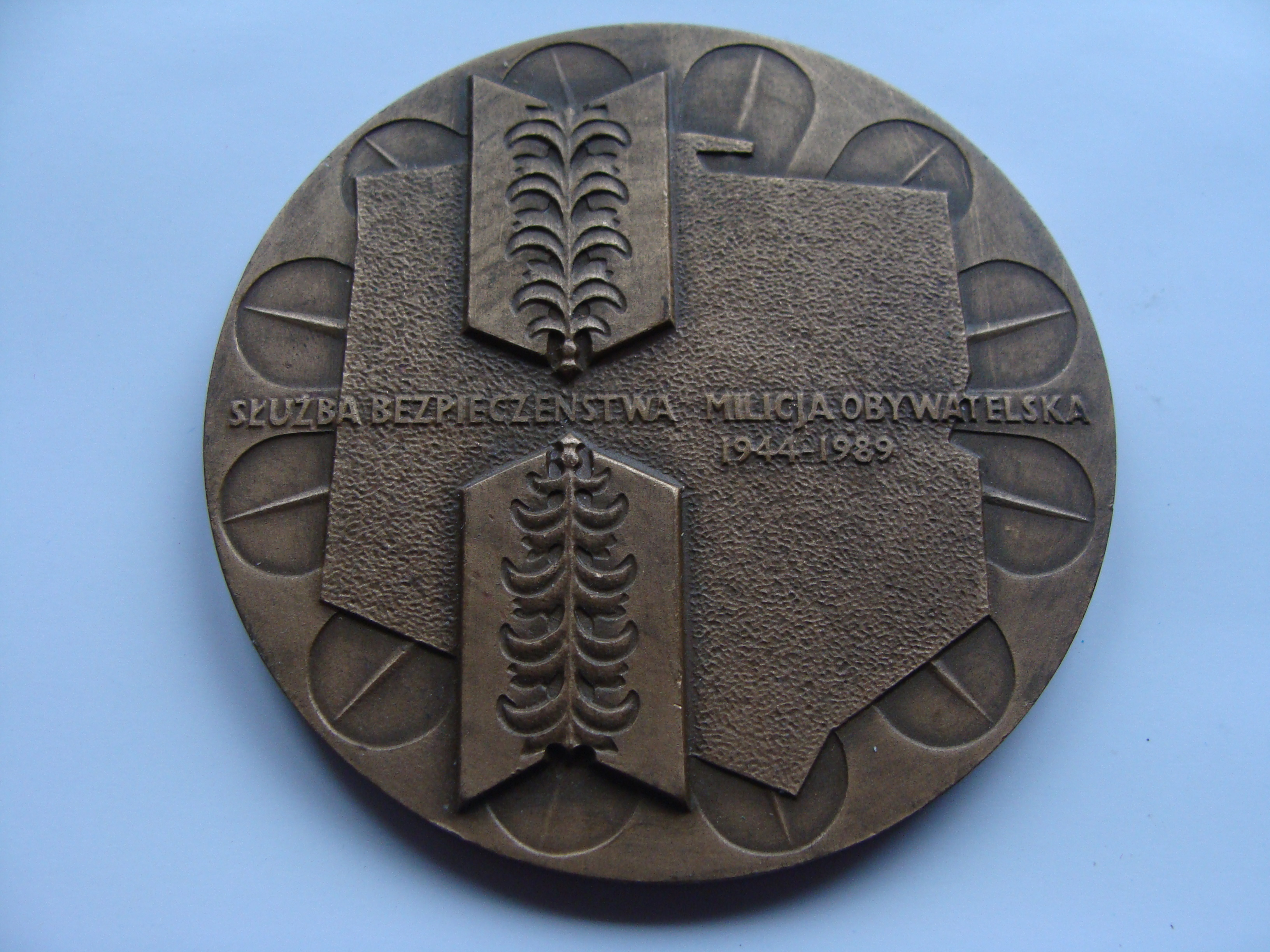
Medal pamiątkowy poświęcony Milicji Obywatelskiej i Służbie Bezpieczeństwa, upamiętniający ich 45-letni okres w służbie i obronie Polski Ludowej

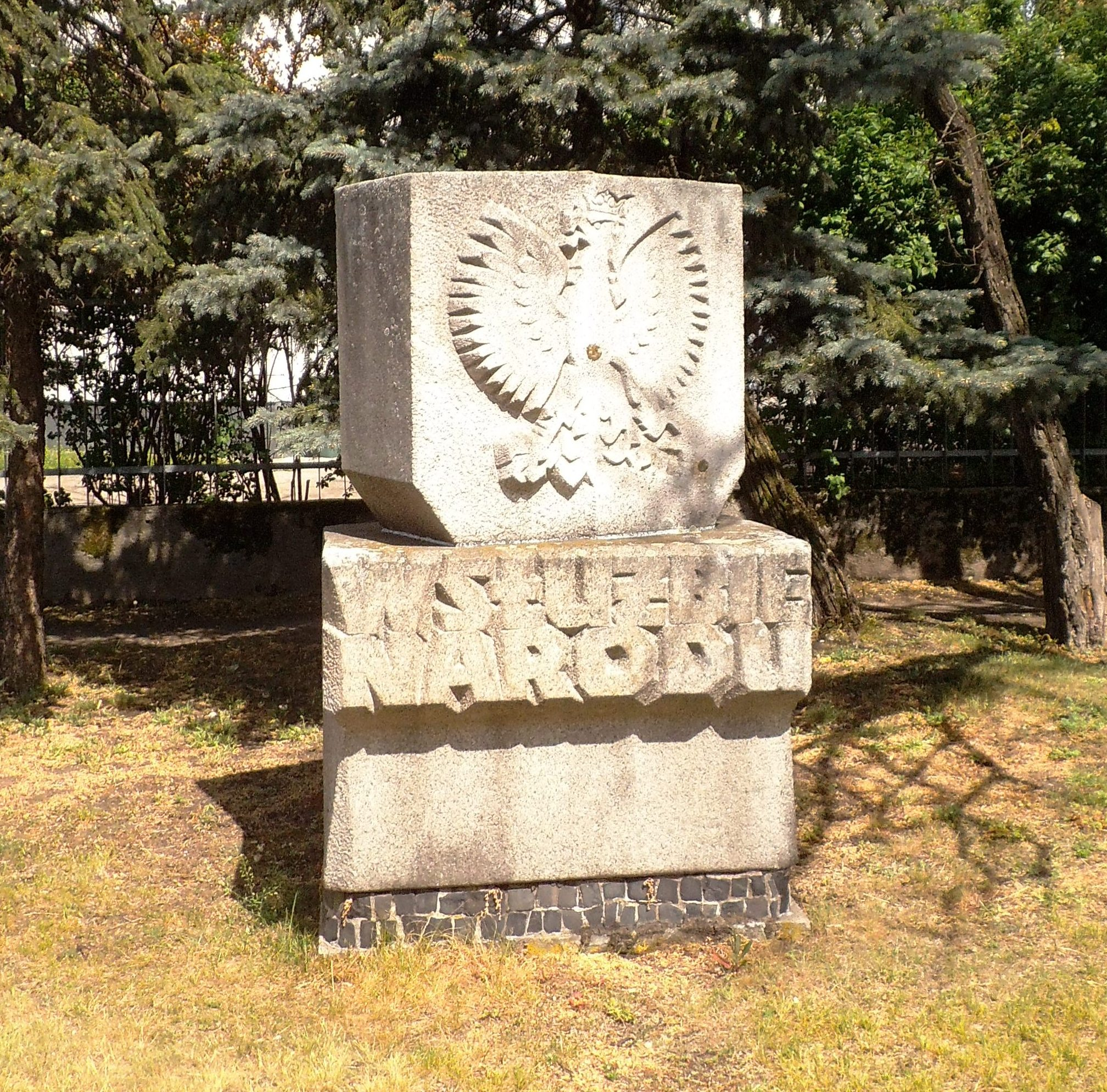
Pomnik Milicji Obywatelskiej w Toruniu, odsłonięty w 1978 roku

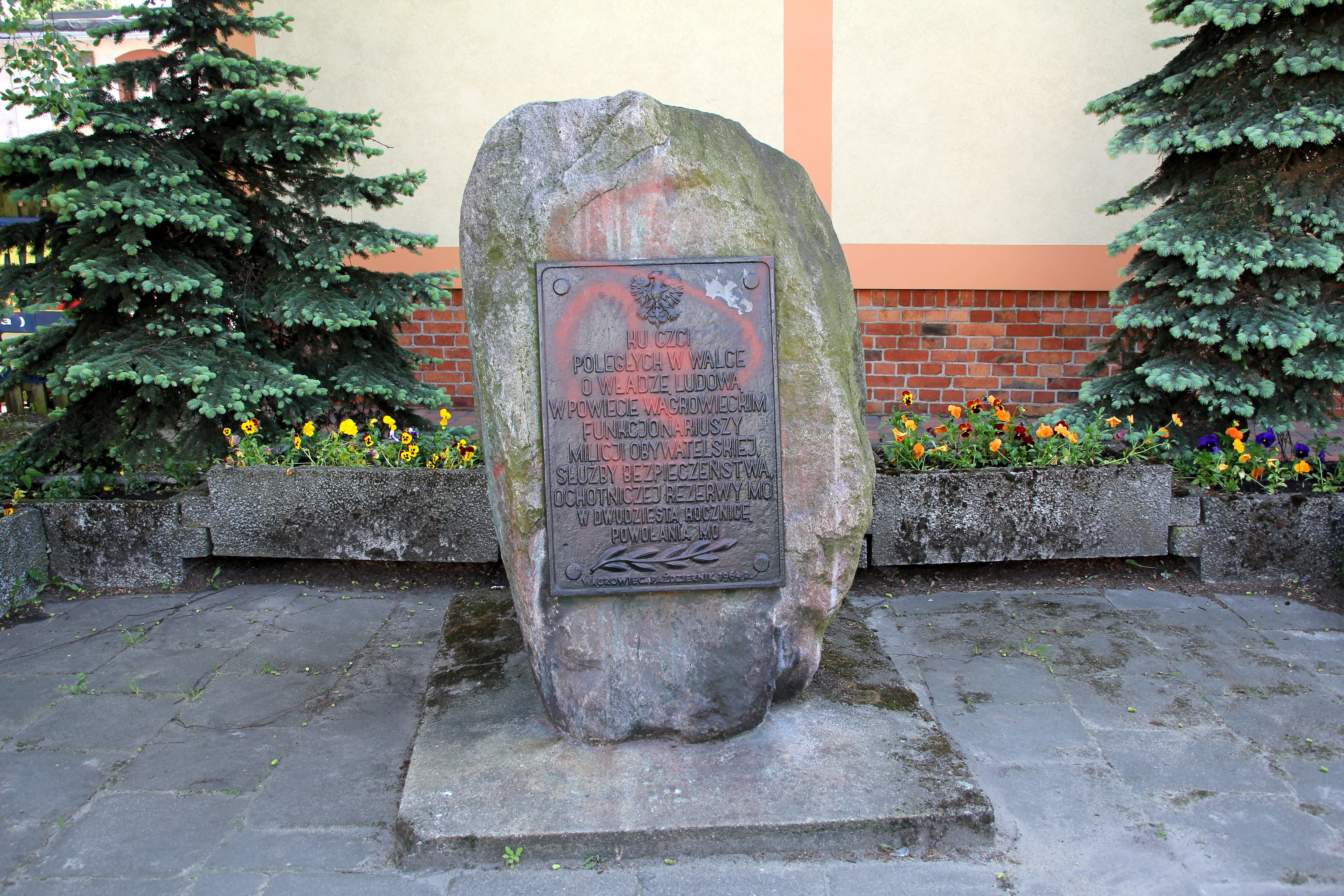
Pomnik poległych „w walce o Władzę Ludową” funkcjonariuszy Milicji Obywatelskiej i Służby Bezpieczeństwa w Wągrowcu